# Cross Popular de la Almadía
La Cross Popular de la Almadía es una competición atlética organizada por la Asociación Cultural de Almadieros Navarros y que se celebrada anualmente en la localidad navarra de Burgui como una actividad complementaria al Día de la Almadía, una fiesta declarada Fiesta de Interés Turístico Regional en Navarra y Fiesta de Interés Turístico Nacional celebrada en la localidad navarra de Burgui (Valle de Roncal).

## Características
La competición está compuesta por dos carreras que tienen una distancia de 6,2 o 10,3 kilómetros. El precio único de dorsal es de 14 euros.
También hay una carrera infantil para los más pequeños.